# Malado Kaba
Malado Kaba (sinh năm 1971) là một nhà kinh tế và chính trị gia người Guinée, giữ chức bộ trưởng bộ tài chính nước này kể từ tháng 1 năm 2016.

## Cuộc sống ban đầu và giáo dục
Kaba sinh ra ở Liberia vào năm 1971 và lớn lên ở Pháp. Cô tốt nghiệp Đại học Paris Nanterre năm 1994 với bằng kinh tế phát triển.

## Sự nghiệp
Kaba đã thực tập tại Bộ Ngoại giao Pháp  trước khi làm cố vấn tại Bộ kinh tế, tài chính và kế hoạch của Guinea từ năm 1996 đến năm 1999. Cô đã làm việc trong một số dự án phát triển với Liên minh châu Âu và phân tích giám sát mối quan hệ đối tác của Ủy ban châu Âu với Nam Phi liên quan đến kinh tế vĩ mô và minh bạch ngân sách.
Năm 2014, Kaba trở thành người đứng đầu đất nước của Sáng kiến quản trị châu Phi của cựu Thủ tướng Anh Tony Blair.
Kaba được Tổng thống Alpha Condé bổ nhiệm làm Bộ trưởng Tài chính vào ngày 6 tháng 1 năm 2016, người phụ nữ đầu tiên trong vai trò này và là một trong bảy phụ nữ được bổ nhiệm vào nội các.
Vào tháng 5 năm 2022, Malado Kaba được bổ nhiệm làm Giám đốc Vụ Giới tính, Phụ nữ và Xã hội Dân sự của Ngân hàng Phát triển Châu Phi (AfDB). Việc bổ nhiệm giữ chức vụ có hiệu lực kể từ ngày 16/6/2022.